# Tadeusz Thullie
Tadeusz Mikołaj Thullie herbu Prawdzic (ur. 6 grudnia 1741 w Warszawie, zm. 14 kwietnia 1843 we Lwowie), ostatni sekretarz Stanisława Augusta Poniatowskiego. Nobilitowany w 1767 roku.
Syn Adama Thullie, generała-lejtnanta wojsk polskich i Katarzyny z domu Fontana, siostry budowniczego królewskiego. 
Dziad Tadeusza, Jan Thullie został sprowadzony do Polski z Francji przez hetmana polnego Adama Mikołaja Sieniawskiego. Był lekarzem w armii lądowej i marynarce francuskiej. Po przyjeździe do Polski został naczelnym lekarzem wojsk polskich i ławnikiem we Lwowie. 
Z pierwszego małżeństwa z Joanną Głębocką miał dwóch synów i dwie córki. Z drugiego małżeństwa z Rozalią Franchi miał trzy córki i pięciu synów. Syn Wincenty Thullie (1789-1868) był dramatopisarzem.
Tadeusz Thullie był pradziadem Maksymiliana Thullie i prapradziadem generała Jana Thullie.